# Therobia melampodis
Therobia melampodis är en tvåvingeart som först beskrevs av Seguy 1969.  Therobia melampodis ingår i släktet Therobia och familjen parasitflugor. Inga underarter finns listade i Catalogue of Life.